# Енгуразово
Енгуразово (тат. Яңгураз) — татарское село в Темниковском районе Мордовии на реке Большой Аксел, входит в состав Ишейского сельского поселения.

## Население
В 2010 г. в селе проживало 25 жителей в 11 дворах. Остальные 12 дворов пустеют. Количество жителей сокращается.
- 2010 г. — 25 чел.
- 2002 г. — 44 чел.

## История
Название село, по всей видимости получило по имени основателя; в селе проживали татары Енгуразовы. В кон. XVIII в. переселенцами из этого села было основано с. Энгуразово современной Тамбовской области.
По дореволюционному административному делению д. Енгуразово относилась к Стрелецкой волости Темниковского уезда Тамбовской губернии. В 1862 г. в 62 дворах проживало 489 чел., татары.

### Мечеть
В 1862 г. в селе уже была мечеть. К её приходу относились также жители Ишеек, Дасаева. Общее количество прихожан в кон. XIX в. составляло 607 чел.